# Short 360
Lo Short 360, citato anche come Short SD3-60 o Shorts 360, è un aereo di linea regionale e cargo a corto raggio, bimotore turboelica e monoplano ad ala alta sviluppato dall'azienda aeronautica britannica Short Brothers nei tardi anni settanta.
Prodotto in 165 esemplari nel corso del decennio successivo, venne realizzato come versione maggiorata del precedente Short 330. Destinato al mercato dell'aviazione commerciale venne utilizzato sia in ambito civile, da compagnie aeree che operavano su rotte regionali e a corto raggio, che militare, entrando in servizio nel novembre 1982.

## Versioni e varianti

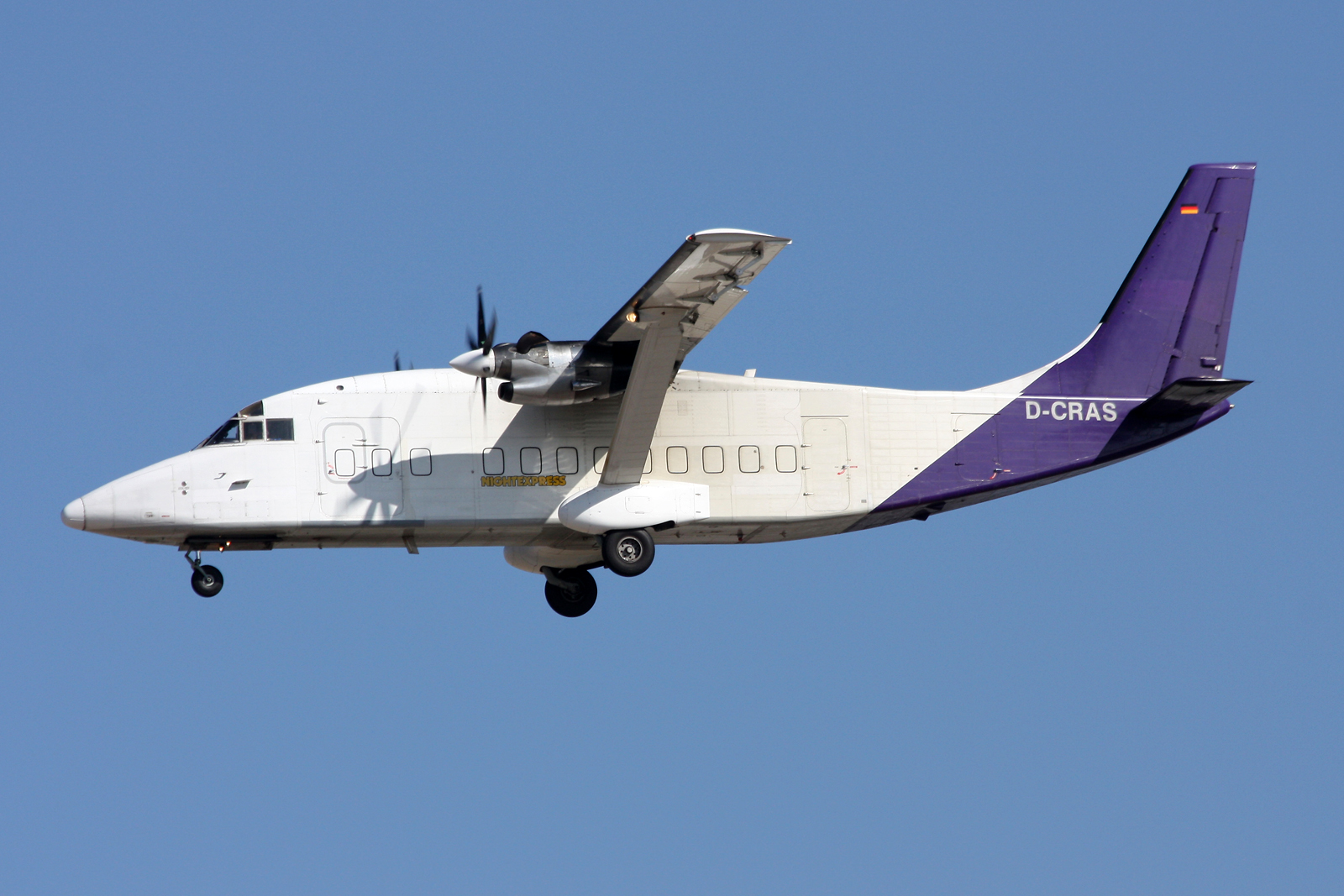
Uno Short 360 cargo della compagna Nightexpress; si notino i finestrini tappati.

360-100
prima versione di produzione, motorizzata con una coppia di motori turboelica Pratt & Whitney Canada PT6A-65R.
360 Advanced
designazione della versione motorizzata con i PT6A-65AR con potenza portata a 1 424 shp (1 062 kW) ciascuno. La versione fu più tardi ridesignata 360-200. Introdotta alla fine del 1985.
360-300
versione motorizzata con i più potenti PT6A-67R, abbinati a eliche a sei pale. Prestazioni e velocità di crociera incrementate.
360-300F
versione cargo del -300, con capacità di 5 container LD3.
Short C-23 Sherpa B+ e C
varianti in configurazione militare dello Short 360, in servizio con le forze armate statunitensi. Ventotto C-23B+ sono stati realizzati da conversioni di cellule Short 360 civili; il C-23C era una conversione dei C-23B e C-23B+.

## Utilizzatori

### Civili
(lista parziale)
 Australia
- Airlines of Tasmania
- Hazelton Airlines
- Murray Valley Airlines
- Sunshine Express Airlines
- Sunstate Airlines (QantasLink)

 Aruba
- Tiara Air

 Bahamas
- Bahamasair (non più in servizio)

 Canada
- Pacific Coastal Airlines

 Cina
- CAAC Airlines
- China Southern Airlines (non più in servizio)

 Costa Rica
- TACA (SANSA)

 RD del Congo
- Malu Aviation

 Rep. Dominicana
- SAP Air Group

 Filippine
- Philippine Airlines

 Germania
- Nightexpress
- Rheinland Air Service (RAS)
- Express Airways (EPA)

 Grecia
- Olympic Airways

 Guam
- Freedom Air (Guam)[6]

 Guatemala
- TACA (INTER)

 Guernsey
- Aurigny

 Honduras
- TACA (ISLEÑA)[7]

 Irlanda
- Aer Arann
- Aer Lingus[8]

 Israele
- Ayit Aviation and Tourism

 Nicaragua
- TACA (LA COSTENA)[9]

 Panama
- TACA Aeroperlas

 Portogallo
- Aero Vip

 Porto Rico
- Air Flamenco
- M&N Aviation

 Regno Unito
- Air Ecosse
- Connectair
- Euroworld / CityFlyer Express
- Air Europe Express
- HD Air (formerly BAC Express)[10]
- British Regional Airways/Loganair[11]
- Manx Airlines
- Jersey European (now Flybe)[12]
- Gill Airways[13]

 Seychelles
- Air Seychelles (non più in servizio)

 Thailandia
- Thai Airways[14]

 Stati Uniti
- Atlantic Southeast Airlines (ASA)
- Allegheny Commuter Airlines

 (operati da Pennsylvania Airlines e Suburban Airlines) 
- American Eagle

 (operati da Executive Airlines, Flagship Airlines e Simmons Airlines) 
- Air Cargo Carriers
- Business Express
- Comair
- Dash Air
- Federal Express[15]
- Gulfstream International Airlines
- Imperial Airlines
- Interisland Airways (Hawaii)
- Mississippi Valley Airlines (MVA)
- Skyway Enterprises, Inc
- Trans Executive Airlines
- Trans International Express
- United Express

 (operati da WestAir Commuter Airlines) 
- US Airways Express

 (operati da Allegheny Commuter Airlines) 
- US Forest Service (smokejumper aircraft)

### Militari
Stati Uniti
- United States Army

 Venezuela
- Aviación Militar Venezolana

### Riviste
- (EN) Commuter Aircraft Directory, in Flight International, vol. 133, n. 4112, 7 maggio 1988.